# Pseudechiniscus papillosus
Pseudechiniscus papillosus är en djurart som tillhör fylumet trögkrypare, och som beskrevs av Li, Wang, Liu och Su 2005. Pseudechiniscus papillosus ingår i släktet Pseudechiniscus och familjen Echiniscidae. Inga underarter finns listade i Catalogue of Life.